# Line Renaud (rose)
La 'Line Renaud' est une variété de rosier créée en France par Meilland International et commercialisée en 2006. Elle est dédiée à l'actrice française Line Renaud. Elle s'appelle 'Elbflorenz' dans les pays germanophones.

## Obtention
Créée au centre de recherche Meilland du Cannet-des-Maures, la rose 'Line Renaud' est issue d'un croisement réalisé en 1997, qui a germé en 1998 et a été sélectionnée parmi des milliers de plants en plusieurs étapes,.
Origine génétique : 'Aachener Dom' × ('Louis de Funès' × 'Graham Thomas').

## Caractéristiques

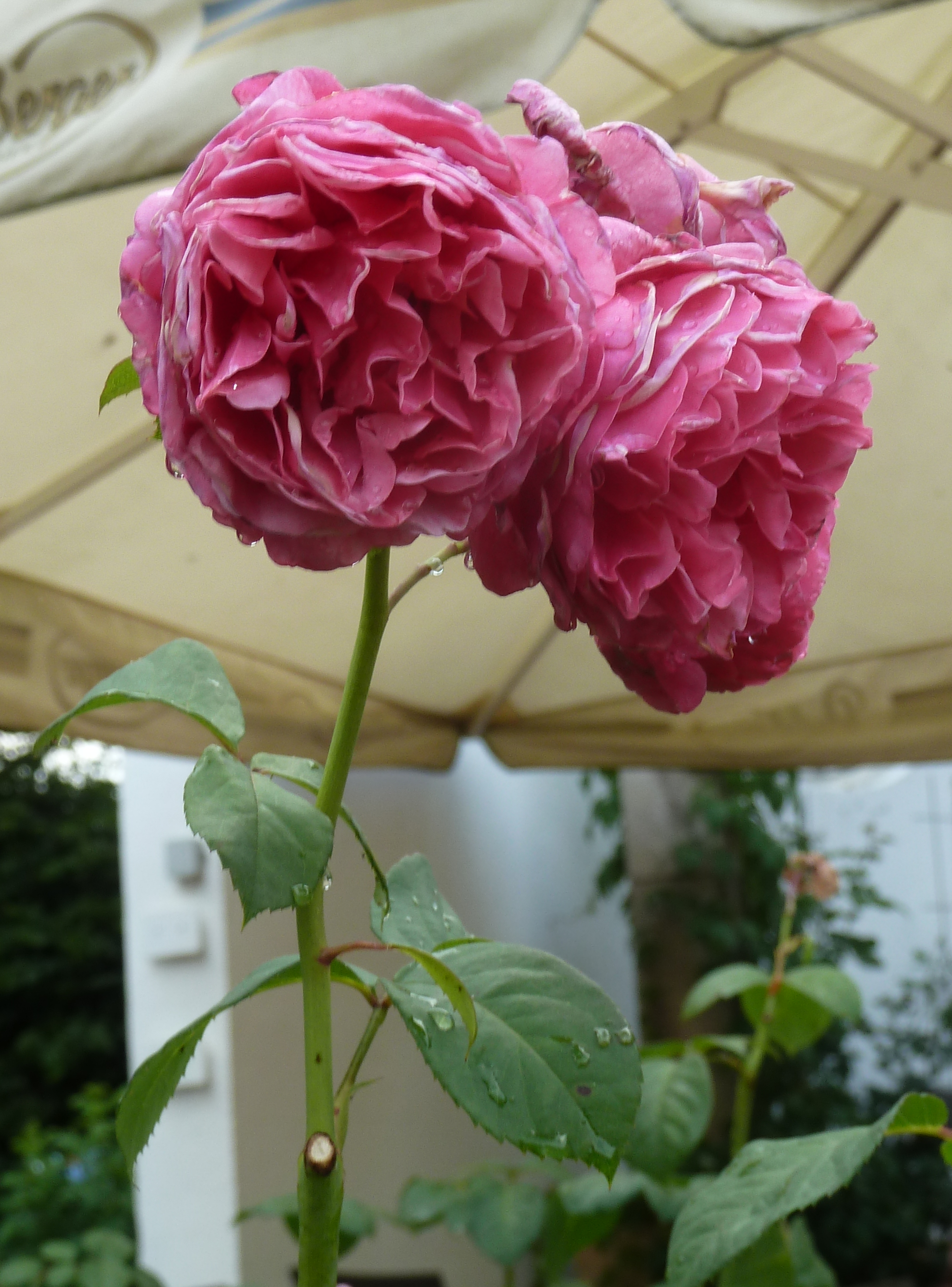
Rose 'Elbflorenz' (Florence de l'Elbe), nommée 'Line Renaud' en France ; à la roseraie de Dresde, après une pluie estivale.

C'est un rosier très épineux, qui se ramifie seulement en dessous des fleurs, au feuillage vert foncé très développé,.
Il émet des pousses pouvant atteindre 120 cm de haut. 
Son port est dressé et buissonnant. 
La floraison commence en mai ou en juin et se poursuit jusqu'au gelées (floraion remontante).
Les fleurs, moyennes, très doubles, très parfumées, de 9 à 10 cm de diamètre, sont groupées par une à quatre par tige.
La couleur des fleurs a été décrite comme rose, rose foncé, ou fuchsia, dans le style de roses anciennes ou évoquant des pivoines,.
Les pétales fermes confèrent à cette rose une bonne résistance à la pluie. Les pétales intérieurs sont parfois tourbillonnants ou écartelés, avec souvent une bordure plus claire et parfois crénelée.

## Récompenses
La rose 'Line Renaud' a obtenu treize prix dans les concours de roses internationaux, et notamment.
En 2005, 
- Prix du parfum et certificat Grandes fleurs à Bagatelle,
- Premier prix du parfum et médaille d'or Grandes fleurs au Concours international de roses nouvelles du Rœulx (Belgique) ,
- Médaille d'or et médaille d'or choix des enfants au Concours international de roses nouvelles de la ville de Buenos Aires,
- Certificat de Mérite à Saverne,
- Certificat 2e classe au Concours de roses nouvelles de La Haye,

En 2006
- « Plus belle rose de France » au concours international des roses de Lyon organisée par la Société française des roses,

En 2007 
- Rose ADR  (Allgemeine Deutsche Rosenneuheitenprüfung) en Allemagne,
- Rose d'or de la ville de Hradec Králové (République tchèque)[9],

En 2008 
- Prix du parfum au concours des roses remontantes à Orléans,
- Grand prix de la rose SNHF toutes catégories (première édition du concours organisée par la Société nationale d'horticulture de France)[10],
- Médaille d'argent et prix de la rose la plus parfumée à l'Australian National Rose Trials (présentée sous le nom de 'Forget-Me-Not')[11].